# 大田区立大森第六中学校
大田区立大森第六中学校（おおたくりつ おおもりだいろくちゅうがっこう）は、東京都大田区南千束一丁目にある区立中学校。地域には六中（ろくちゅう）として親しまれている。

## 概要
大田区立大森第六中学校は、1947年5月3日、洗足池の畔の景勝地である幕末・維新の功労者、勝海舟の別邸跡地に建てられた中学校である。2011年には、ユネスコスクールに加盟した。その翌年、ユネスコスクール最優秀賞を受賞した。また、大森第六中学校は防災にも力を注いでおり、2012年度には大田区学校防災拠点事業モデル校に選ばれた。近くには洗足池があり自然に恵まれている。
- ユネスコ本部ホールスクールアプローチ事業参加校
- サスティナブルスクール認定校
- 平成27・28年度　国立教育政策研究所教育課程研究指定校
- 平成29・30年度　東京都教育委員会　持続可能な社会づくりに向けた教育推進校
- 平成29・30・31年度　経済産業省　エネルギー教育モデル校

## 沿革
- 1947年（昭和22年）5月3日 - 開校式、入学式挙行[1]。
- 1948年(昭和23年) 10月30日-新校舎落成[2]
- 1949年（昭和24年）9月26日 - 校歌制定[1]。
- 1995年（平成7年）11月20日 - PTA文部大臣賞受賞。
- 2011年（平成23年）1月11日 - ユネスコスクール加盟・承認[1]。
- 2012年（平成24年）8月4日 - コカコーラ環境教育賞優秀賞受賞[3]。
- 2013年（平成25年）1月26日 - ユネスコスクール最優秀賞受賞[4]。
- 2013年（平成25年）2月1日 - 環境美化整備最優秀農林水産大臣賞受賞[1]。
- 2018年（平成30年）11月22日 - モロッコ王女のララ・ハスナ（英語版）が来校[5]。
- 2019年 (平成31年) 3月9日 東京都子供の体力向上推進優秀校表彰[6]

## 活動
2010年度から2011年度にかけ、大田区教育委員会から「大田区教育委員会教育研究推進校」の指定を受けた。研究主題は「夢と希望を与える課題解決能力の育成」であり、東京工業大学および玉川大学と共に取り組んでいた。
2011年にはユネスコスクールに加盟し、加盟校として活動している。

### 学習活動
次のような学習活動に力を入れている。
- 登校時刻から朝学活の間の読書の時間
- 英語・数学の少人数授業・補習教室
- 定期考査前・夏季休業中の質問教室
- 検定試験（英語検定・漢字検定）
- 三者面談（生活面も含め）

### 農援隊
近隣地域の美化活動や、災害時に向けた募金活動などの、ボランティアを中心となって行う団体。2010年に発足した。
駅周辺の、花壇整備なども行なっている。自然科学部と協力し行う、ほたる復活プロジェクトは、地域のメディアでも取り上げられている。学校全体でボランティア活動を啓発するため、「ボラピー」「ホタルン」と呼ばれるキャラクターも存在する。

## 交通
- 東急池上線洗足池駅下車[11]
- 東急大井町線北千束駅下車

## 著名な出身者
- 前田悦智子（元バレーボール選手、モントリオールオリンピック金メダリスト）[12]
- 久美沙織（作家）
- 醍醐柚希（元宝塚歌劇団）[13]
- 山崎バニラ（活動弁士・声優）
- 青木篤志（プロレスラー）